# Sphiggurus ichillus
El puercoespín enano rayado (Sphiggurus ichillus) es una especie de roedor de la familia Erethizontidae.

## Distribución geográfica
Se encuentran  en tierras de baja altitud del este de Ecuador.